# Alejandro de los Países Bajos
Alejandro de los Países Bajos (La Haya, 25 de agosto de 1851 - id. 21 de junio de 1884), fue príncipe de la Casa de Orange-Nassau, desde el 11 de junio de 1879 hasta su muerte el heredero de su padre, el rey Guillermo III de los Países Bajos.

## Vida
Nació con una condición física enfermiza, la columna vertebral torcida y su hombro izquierdo más elevado que el derecho (escoliosis). Esa fue la razón por la que su madre lo rodeó con gran cuidado. Su padre estaba molesto por eso. Debido a la debilidad de su columna, tuvo que llevar una faja de metal desde 1867, lo que terminaría provocándole una herida en el hígado.
A diferencia de su hermano mayor, el Príncipe Alejandro fue disciplinado, intelectual y leyó mucho. En el período 1871-1874 estudió en la Universidad de Leiden, sin graduarse en ningún lado. Luego vivió en la antigua casa de Johan de Witt en Kneuterdijk en La Haya. El rey, que financió todo, quería que Alejandro se parara sobre sus propios pies, por eso consiguió su propia corte. En 1876, su tío abuelo, el Príncipe Federico de los Países Bajos, lo instaló como miembro de la Orden de los masones bajo el Gran Oriente de los Países Bajos. En 1881 sucedió al Príncipe Federico después de su muerte como Gran Maestro.
En el funeral de su madre, la reina Sofía en 1877, en Nieuwe Kerk en Delft, Alejandro se desesperó. Justo antes de llevar el ataúd a la cripta, se adelantó, agarró el ataúd con ambas manos y cubrió la madera con un cojín. Fue su hermano Guillermo quien logró ponerlo de nuevo en línea. La muerte de su madre lo afecto profundamente, en una carta a su amigo el 2 de noviembre dijo: “Déjame ser libre para caminar solo por el camino de mi vida solitaria. Sé muy bien que por la muerte de mi amada madre estoy completamente solo en el mundo". 
El príncipe Alejandro ocasionalmente visitaba a su hermano en París cuando estaba de paso por Argel. La muerte de este en 1879 también lo afecto e hizo que prácticamente estuviera solo ya que debido a que nunca aceptó el nuevo matrimonio de su padre con Emma de Waldeck-Pyrmont, vivía aislado y recluido en su residencia de La Haya.
Aunque nunca se casó, la casa real mantuvo negociaciones para que contrajera matrimonio, primero con la princesa Thyra de Dinamarca y supuestamente con la infanta María Ana de Portugal.

## Muerte
Alejandro ocupó la posición de heredero tras la muerte de su hermano mayor y hasta su propia muerte a los 32 años, el 21 de junio de 1884 de tifus.
Debido a que su padre, que estaba de vacaciones en Alemania y Suiza con la reina Emma, y su hija Guillermina (a quien nunca llegó a conocer), no tenía intención de interrumpir su estadía allí, el funeral se pospuso. El rey no regresó hasta el 15 de julio. 
Fue enterrado en el panteón real de Nieuwe Kerk en Delft el 17 de julio. Tras su muerte, su media hermana Guillermina se convirtió en la heredera del trono de los Países Bajos. La muerte de Alejandro también significó que, cuando su padre Guillermo III murió sin herederos varones, el Gran Ducado de Luxemburgo fue heredado por el duque Adolfo de la línea Walram de la Casa de Nassau, en virtud de los términos de un tratado dinástico por el que una mujer no podía heredar el título del Gran Ducado.

## Descripción
El 20 de mayo de 1883, el ministro Weitzel lo describió en su diario después de una cena: Encontré al príncipe bastante diferente de lo que había imaginado. [...] Es un hombre muy educado y muy entretenido, que habla con conocimiento y juicio sobre muchos asuntos y que escucha con humildad o indaga con sagacidad cuando surgen temas en los que no es suficientemente poderoso. Se puede razonar con él, tolera la contradicción aunque se mantenga al extremo; parece estar convencido, aunque sus acciones no siempre lo demuestran. Parece que le falta el espíritu para forzarse; para otros, no menos para el rey, es lo suficientemente persistente.

## Títulos y tratamientos
| ● 26 de agosto de 1851-11 de junio de 1879: | Su alteza real el príncipe Alejandro de los Países Bajos, príncipe de Orange-Nassau           |
| ● 11 de junio de 1879-21 de junio de 1884:  | Su alteza real el príncipe de Orange, príncipe de los Países Bajos, príncipe de Orange-Nassau |